# Jim Yong Kim
Jim Yong Kim (Hangul: 짐용김, Hanja: 金墉, phiên âm Hán-Việt: Kim Long (theo Hàn tự) hoặc Kim Dung (theo Hán tự), sinh ngày 08 tháng 12 năm 1959) là bác sĩ, giáo sư y khoa, nhà kinh tế học và nhà đầu tư người Mỹ gốc Hàn Quốc, hiệu trưởng thứ 17 của trường Đại học Dartmouth. Ông nguyên là trưởng khoa Y tế toàn cầu và Y khoa xã hội tại trường Đại học Y trực thuộc Viện Đại học Harvard, đồng thời là giám đốc đồng sáng lập kiêm người điều hành của tổ chức y tế phi chính phủ Partners In Health trực thuộc WHO. Vào ngày 02 tháng 3 năm 2009, Kim được bầu là chủ tịch của trường Đại học Dartmouth, ông cũng là người châu Á đầu tiên giữ chức vụ chủ tịch của một trường thuộc nhóm Ivy League, vị trí mà ông chính thức đảm nhận từ ngày 1 tháng 7 cùng năm.
Ngày 23 tháng 3 năm 2012, Tổng thống Hoa Kỳ Barack Obama đã tuyên bố rằng Hoa Kỳ quyết định đề cử giáo sư Kim vào chiếc ghế chủ tịch tiếp theo của Ngân hàng Thế giới và sau đó, vào ngày 16 tháng 4 cùng năm, ông đã được chọn để làm người đứng đầu của một trong những tổ chức tài chính lớn nhất trên thế giới này, ông chính thức nhậm chức vào ngày 01 tháng 7 năm 2012, trở thành vị chủ tịch thứ 12 của Ngân hàng Thế giới. Ông là người gốc châu Á đầu tiên và người không có tổ tiên gốc châu Âu đầu tiên đảm nhiệm cương vị chủ tịch World Bank.

## Tiểu sử
Jim Yong Kim sinh năm 1959 tại Seoul, Hàn Quốc. Gia đình ông đã chuyển sang Hoa Kỳ lúc ông mới lên 5 tuổi. Cha ông giảng dạy nha khoa tại Đại học Iowa còn mẹ ông nhận học vị tiến sĩ ngành tâm lý học. Jim Yong Kim học tại Trường trung học Muscatine, nơi ông là thủ khoa, là lớp trưởng và có năng khiếu trong các môn thể thao như bóng bầu dục, bóng rổ. Sau một năm rưỡi tại Đại học Iowa, ông chuyển sang học tại Đại học Brown, nơi ông tốt nghiệp với tấm bằng danh dự xuất sắc (magna cum laude) vào năm 1982. Ông tiếp tục nhận bằng Thạc sĩ từ Trường Y khoa Harvard vào năm 1991, và bằng Tiến sĩ từ Đại học Harvard, khoa Nhân học, vào năm 1993. Ông là một trong những Thạc sĩ được ghi danh đầu tiên trong chương trình thử nghiệm Tiến sĩ của trường Harvard trong các ngành khoa học xã hội.

## Sự nghiệp
Cộng tác y tế (1987-2003)
Jim Yong Kim đã cùng với Paul Farmer, Todd McCormack, Thomas J.White và Ophelia Dahl đồng sáng lập tổ chức Parters in Helth (PIH) (cộng tác y tế) vào năm 1987. Tổ chức bắt đầu bằng việc chăm sóc y tế cho cộng đồng người có thu nhập thấp ở Haiti, trong đó thực hiện phương pháp điều trị dựa trên nhu cầu địa phương bởi những thành viên được đào tạo tại cộng đồng. Đến đầu năm 1990, các chương trình ở Haiti đã phục vụ được trên 100.000 người. Đạt được thành công đáng kể khi chữa trị các bệnh truyền nhiễm bằng chi phí thấp, bệnh nhân cần chi trả $150 đến $200 để chữa trị bệnh lao ngay tại nhà của họ, trong khi chi phí chữa trị tương tự tại một bệnh viện tại Hoa Kỳ lên tới $15.000 đến $20.000. Công việc của Kim là thiết kể các phương pháp điều trị rẻ hơn và dùng thuốc hiệu quả hơn.
Các mô hình PIH được mở rộng ra tại Peru vào năm 1994. Đến năm 1998, mô hình của dự án chăm sóc sức khỏe này đạt kết quả cực kỳ thành công khiến Tổ chức Y tế Thế giới tiến hành các dự án trên toàn cầu, áp dụng giống theo như PIH. Đặc biệt, thành công trong điều trị bệnh lao đa kháng thuốc (MDR-TB) đã thúc đẩy các tổ chức quốc tế nỗ lực diệt tận gốc căn bệnh này. Trong tháng 6 năm 2002, Tổ chức Y tế Thế giới đã thông qua quy định để đối phó với căn bệnh, giống như những gì PIH đã làm tại Peru. PIH tạo ra việc điều trị bệnh MDR-TB quy mô lớn ở một nước nghèo, và đến nay đã được nhân rộng ra hơn 40 quốc gia khác trên Thế giới.
PIH sử dụng hơn 13.000 nhân viên tại 12 quốc gia. Kim rời khỏi tổ chức sau nhiều năm giữ cương vị giám đốc điều hành vào năm 2003.
Tham gia Tổ chức Y tế Thế giới (2003-2006)
Kim rời PIH trong năm 2003 để tham gia Tổ chức Y tế Thế giới (WHO) với vai trò như là một cố vấn cho tổng giám đốc tổ chức. Trong tháng 3 năm 2004, ông được bổ nhiệm là giám đốc của WHO bộ phận HIV/AIDS, sau khi có chương trình tạo ra thành công để chống lại căn bệnh này ở PIH. Tiến sĩ Kim làm giám sát của WHO, phụ trách các công việc liên quan đến HIV/AIDS, tập trung vào các sáng kiến để giúp các nước đang phát triển mở rộng quy mô điều trị, đẩy mạnh hơn nữa các chương trình chăm sóc và phòng chống cho họ. Một trong những sáng kiến tiêu biểu nhất của ông là chương trình mang tên sáng kiến 3x5 đầy tham vọng được thiết kế cho ba triệu người ở các nước đang phát triển điều trị AIDS vào cuối năm 2005. Tuy cho đến năm 2007 vẫn chưa hoàn thành, nhưng theo WHO, dịch vụ thúc đẩy việc điều trị AIDS ở châu Phi đã tiến xa hơn những gì người ta hy vọng, tính cho tới năm 2012, chương trình này đã điều trị miễn phí cho hơn 7 triệu người châu Phi bị nhiễm HIV.
Công việc tại Đại học Harvard (1993-2009)
Từ năm 1993, tiến sĩ Kim làm giảng viên tại trường Y Harvard. Tại thời điểm khởi hành của mình trong năm 2009, Kim đã tổ chức các vị trí như Chủ tịch Cục Sở Y tế toàn cầu và Y Xã hội, Trưởng Việc phân chia vốn cổ phần Y tế toàn cầu tại Brigham và Bệnh viện phụ nữ, Giám đốc các Trung tâm François Xavier Bagnoud Y tế và Nhân quyền tại Trường Y tế công cộng Harvard. Tiến sĩ Kim hoạt động hai công việc cùng lúc là chăm sóc sức khỏe tại các nước đang phát triển đồng thời ông nỗ lực nghiên cứu và học tập. Trong những năm gần đây, Kim dẫn đầu sự phát triển của lĩnh vực mới để cải thiện việc chăm sóc y tế và dịch vụ y tế tại các cộng đồng nghèo khó trên khắp Thế giới. Lĩnh vực mới này sẽ thu thập chặt chẽ, phân tích và phổ biến rộng rãi những mô hình thực tế, những hiểu biết cũng như hành động hiệu quả cho việc chăm sóc sức khỏe toàn cầu. Hướng tới mục tiêu này, Kim đồng sáng lập Dự án Chăm sóc Y tế tận nơi trên toàn cầu, là một sáng kiến chung với Sở Y tế Xã hội của trường Harvard Medical và Viện chiến lược cạnh tranh của trường Kinh doanh Harvard. Kim và nhóm nghiên cứu phát triển một trang web dựa trên community of practice, cho phép các học viên trên khắp thế giới có thể truy cập dễ dàng để chia sẻ thông tin chuyên môn và tham gia vào giải quyết các vấn đề trong thời gian thực.
Trong thời gian ở Harvard, Kim đã xuất bản nhiều bài báo cho các tạp chí học thuật và khoa học, bao gồm Tạp chí y học New England, The Lancet, Tạp chí Science,... ngoài ra, ông cũng là người đóng góp hàng đầu cho một số cuốn sách. Là một chuyên gia về bệnh lao, Kim còn chủ trì hoặc phục vụ trên một số ủy ban về chính sách quốc tế.

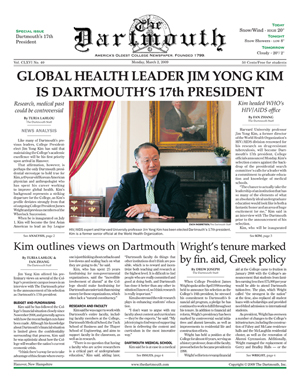
Ngày 2 tháng 3 năm 2009, Tiến sĩ Jim Yong Kim chính thức trở thành hiệu trưởng thứ 17 của Đại học Dartmouth.

Đại học Dartmouth (từ năm 2009 đến nay)
Trong tháng 3 năm 2009, Kim đã được lên chức hiệu trưởng thứ 17 của đại học Dartmouth, trở thành người Mỹ gốc Á đầu tiên trở thành hiệu trưởng của cơ sở giáo dục ở Ivy League. Ông đã giám sát một vài chương trình mang tính sáng tạo ở Dartmouth và sử dụng kinh nghiệm quá khứ của mình vào việc chăm sóc sức khỏe và các vấn đề quốc tế. Trong tháng 1 năm 2010, Kim đã giúp các sinh viên và giảng viên của Dartmouth với tổ chức ông đồng sáng lập, PIH và các tổ chức khác để đối phó với trận động đất ở Haiti, với tên gọi Phản ứng ở Haiti của Dartmouth, đã cung cấp một triệu đôla Mỹ, phân phối 18 tấn vật tư y tế và 25 chuyên gia làm tình nguyện viên y tế tới Haiti. Trong tháng 4 năm 2010, Kim đưa vào hoạt động Trường Cao đẳng cải thiện Y tế Quốc gia, trong đó triệu tập một số tổ chức chuyên gia phát triển các phương pháp định lượng để giải quyết các vấn đề y tế học sinh. Trong tháng 5 năm 2010, Kim đã giúp đảm bảo một khoản tiền từ thiện ẩn danh 35 triệu đôla Mỹ để thành lập Trung tâm khoa học chăm sóc sức khỏe tận nơi của Darthmouth. Trung tâm tạo ra một sự đột phá mới về lĩnh vực nghiên cứu sau đại học, bồi dưỡng hợp tác quốc tế giữa các nhà nghiên cứu và các học viên y tế nhằm thiết kế các mô hình chăm sóc y tế chi phí thấp chất lượng cao.
Tranh cãi trong nhiệm kỳ

Năm 2011, Kim đã bị chỉ trích vì từ chối phát hành ngân sách của trường, khiến một bộ phận các giảng viên đòi hỏi biết thêm chi tiết. Kim trả lời chỉ trích này bằng cách phát hành một bản báo cáo bổ sung lớn về ngân sách và tổ chức một cuộc họp với giảng viên, mọi người sau đó bày tỏ sự hài lòng với câu trả lời. Tuy nhiên, Kim đã không giải quyết yêu cầu các hội sinh viên yêu cầu truy cập thông tin về tất cả các mục ngân sách vượt quá $10,000. Trong năm 2011, một số ít của bài xã luận xuất hiện của sinh viên báo chí Dartmouth bày tỏ sự không bằng lòng đối với Hiệu trưởng Kim. 
Chủ tịch Ngân hàng Thế giới

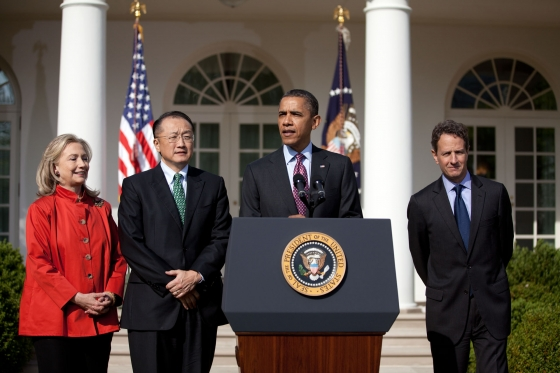
Tổng thống Mỹ Obama thông báo tiến sĩ Jim Yong Kim là ứng cử viên lãnh đạo Ngân hàng Thế giới.

Ngày 23 tháng 3 năm 2012, Tổng thống Mỹ Barack Obama công bố đề cử ông Jim Yong Kim trở thành chủ tịch tiếp theo của Ngân hàng Thế giới.
Ngày 16 tháng 4 năm 2012, Kim được bầu làm chủ tịch tiếp theo của Ngân hàng Thế giới. Ông là nhà lãnh đạo Ngân hàng duy nhất từng dành nhiều thời gian giúp xóa nghèo toàn cầu và mang lại các giải pháp chăm sóc sức khỏe cho các nước kém phát triển.

## Cuộc sống cá nhân
Kim kết hôn với Young-sook Lim, một bác sĩ nhi khoa ở bệnh viện nhi khoa Boston. Họ có hai người con trai. Ông là một người tích cực tham gia các hoạt động thể thao và có thể chơi tốt các môn như: bóng rổ, bóng chuyền, quần vợt và golf. Ngoài ra, nhạc Hip hop cũng là một sở thích của ông.

## Danh dự
Kim nhận được Học bổng MacArthur vào năm 2003, ông cũng được bình chọn vào top một trong 25 người quản trị tài năng nhất nước Mỹ bởi tờ báo US News & World Report năm 2005. Năm 2006, ông được lọt vào danh sách 100 người ảnh hưởng nhất thế giới năm 2006 do tạp chí Time bình chọn. Ông phục vụ trong Hội đồng tư vấn ưu đãi y tế toàn cầu. Ông cũng là thành viên của Viện Y học của Viện Hàn lâm Quốc gia Hoa Kỳ. Kim được bầu vào Viện Hàn lâm Nghệ thuật và Khoa học Hoa Kỳ trong năm 2010.